# ماکاریا

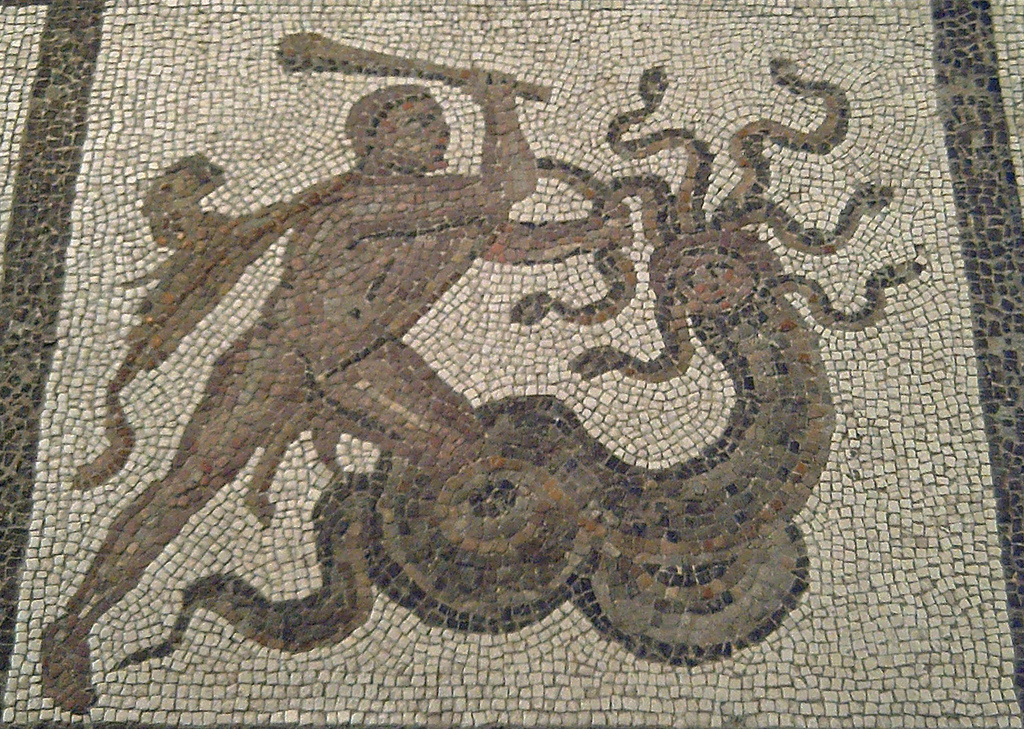
Hercules and the Lernaean Hydra. Detail of The Twelve Labours Roman mosaic from Llíria (Valencia, Spain).

ماکاریا (به یونانی: Μακαρία) در اساطیر یونان، عنوانی است که به‌طور کلی برای دو شخصیت به کار رفته شده‌است. اگرچه هر دو این شخصیت‌ها با یکدیگر تفاوت داشته و از طرفی دارای پدرهای متفاوتی نیز هستند، اما نام هردو آن‌ها در دانشنامه‌های امپراتوری روم شرقی در قرن دهم میلادی، یعنی سودا و زنوبیس، نوشته شده و مورد بحث قرار گرفته‌اند. در بعضی روایات گفته شده ارتباطات دوستانه ای بین او و ایزدبانوی شرارت و نفاق، اریس وجود داشته‌است.

## دختر هراکلس
ماکاریا بر طبق نمایش هراکلیدای (فرزندان هراکلس)، اثر تراژدی شاعر یونانی اوریپید، دختر هراکلس پهلوان نامدار یونانی بود. حتی پس از مرگ هراکلس ائوروستئوس پادشاه موکنای به دنبال انتقام‌گیری از دشمن دیرینهٔ خود به‌وسیلهٔٔ شکارکردن فرزندانش بود. هنگامی که ماکاریا به همراه خواهر و برادرانش از دست ائوروستئوس به دموفون، شاه آتن پناه برده بودند، ائوروستئوس سعی داشت به زور آن‌ها را از قلمرو پادشاهی برهاند. ائوروستئوس و ارتشش پس از رسیدن به دروازه‌های شهر آتن، شاه دموفون را تهدید کرده که اگر فرزندان هراکلس را تسلیم نکند به شهر او حمله خواهد کرد. پیشگو به دموفون گفت که شهر او تنها در صورتی برنده این نبرد خواهد بود که یک نجیب‌زاده را به عنوان قربانی برای پرسفونه ارائه دهد. ماکاریا با شنیدن این پیشگویی، قبول کرد به خاطر خانواده خود جانش را فدا کند. آتنی‌ها مراسم تشییع جنازهٔ باشکوهی به افتخار ماکاریا تدارک دیدند و چشمه‌ای که در کنارش مرده بود را به نام چشمهٔ ماکاریان نامیدند.

## به عنوان ایزدبانو
ماکاریا نام ایزدبانویی در دانشنامه سودا است. او دختر فرمانروای مردگان و دنیای زیرزمین هادس به‌شمار می‌رود (نام مادر او ذکر نشده‌است اما احتمالاً پرسفونه مادر اوست). او ممکن است به عنوان ایزدی بخشنده‌تر از ایزد مرگ اساطیر یونان، تاناتوس تصور می‌شد و شاید به نحوی با گذرگاه ارواح در نسوی ماکاریوی یا جزایر برکت مرتبط است. این جزایر قرارگاه نهایی برای روح قهرمانان و مردگان جاوید به شمار می‌رفت. مردمان باستان اغلب بین دو سرزمین الوسیون و زمین‌های فراموش شده هادس تفاوت قائل می‌شوند. ایزدانی که پس از مرگ به عبور از قرارگاه الیزیوم مرتبط هستند شامل: پرسفونه، یاکخوس، تریپتولموس، هکاته، زاگرئوس، ملینوئه و ماکاریا می‌باشند.